# Міф (фільм, 2005)
«Міф» (англ. The Myth) — гонконзький фільм знятий режисером Стенлі Тонгом із Джекі Чаном у головній ролі. Вийшов на екрани у 2005 році.

## Опис
Гостросюжетний барвистий фентезі-фільм «Міф» постійно переносить глядача з сучасності на дві тисячі років тому у часи правління могутньої династії Цінь, і назад. Головний герой (Джекі Чан) — археолог, який веде розкопки в місцях стародавніх городищ і поховань. Знімаючи шар за шаром, пробираючись через товщу століть, допитливий дослідник занурюється в старовину і містичним чином перевтілюється у воїна, від якого багато століть тому залежала доля цілого народу. Міф стає реальністю.

## У ролях
- Джекі Чан — Джек/Генерал Менг Ї
- Кім Хі Сон — Принцеса Ок-су
- Тоні Ленг Ка Фаі — Вільям
- Маліка Шерват — Саманта
- Патрікт Танг Юн-Мін — Генерал Ксу Гуй
- Шао Бінг – Нангон Ян